# Інактивація X-хромосоми

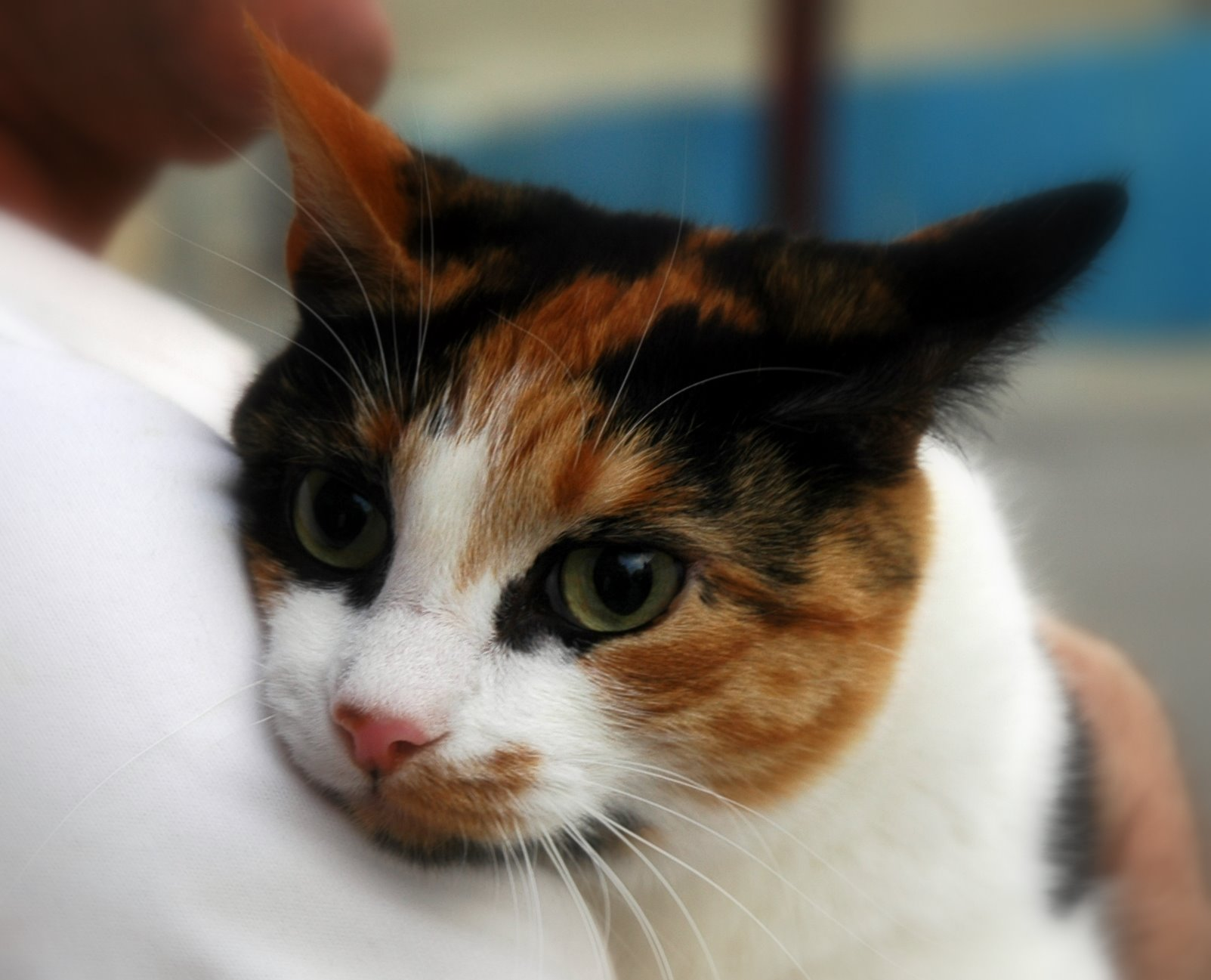
Ілюстрація інактивації X-хромосоми. Рудий та чорний колір хутра кодуються в генах, що розміщені на X-хромосомі. У самиць у результаті інактивації однієї зі статевих X-хромосом може формуватися трикольорова пігментація хутра, залежно від того, який з двох алелей буде експресуватись у тій чи іншій частині хутра. Нормальні самці (XY) можуть бути лише двокольоровими — рудо-білими або чорно-білими.

Інактивація X-хромосоми, IXX (англ. XIC, X-chromosome inactivation) — процес дозової компенсації генів у ссавців, який призводить до транскрипційної активності лише однієї статевої X-хромосоми у самиць та самців. Інактивація відбувається за правилом (n-1), де n — кількість X-хромосом у ядрі. X-хромосома — одна з двох статевих хромосом у ссавців. У більшості ссавців самці мають статеву Y-хромосому та одну X-хромосому, тоді як у самиць — дві X-хромосоми.
Класичне визначення інактивації X-хромосоми — процес, в якому одна з двох статевих хромосом у самиць ссавців стає неактивною.
Однак при певних патологіях і анеуплоїдіях кількість X-хромосом може бути іншою: так при синдромі Клайнфельтера можливі варіанти істот чоловічої статі XXY, XXXY, XXXXY; при синдромі Шерешевського-Тернера самиці є моносоміками по X-хромосомі — X0, також існують самиці-трисоміки по X, — XXX. Інактивація X-хромосоми відбувається таким чином, що активною залишається лише одна X-хромосома, а всі інші перетворюються на тільця Бара. (Наприклад, у нормальної самиці XX активною буде одна X-хромосома, друга інактивується; у самця з синдромом Клайнфельтера XXXY буде активною одна X-хромосома, дві — ні).

## Історія відкриття

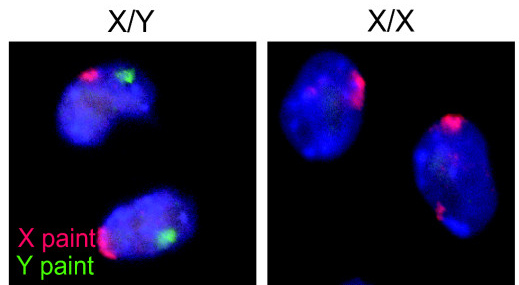
Забарвлення флуоресцентними мітками X та Y хромосом у мишачих ембріональних стовбурових клітинах.

Відкриттю інактивації X-хромосоми Мері Лайон у 1961 році передувала серія відкриттів у цитогенетиці.
Роботи Теодора Бовері (англ. Theodor Heinrich Boveri) 1888 року навели сильні доводи на підтримку гіпотези, що саме хромосоми є носіями генетичної інформації в клітині. Вже 1905 року Нетті Стівенс (англ. Nettie Maria Stevens) запропонувала теорію, що статеві хромосоми відрізняються у різних статей. Едмунд Вілсон (англ. Edmund Beecher Wilson) зробив аналогічне відкриття незалежно 1905 року. 1949 року роботи Мюррея Барра (англ. Murray Llewellyn Barr) довели, що стать диференційованих соматичних клітин модельних об'єктів може бути визначено шляхом підрахування структур в ядрі, яким дали назву тільця Барра.
1959 року Сусумо Оно (англ. Susumu Ohno) встановив, що тільця Барра — то є X-хромосома. 1959 року В. Вельшонс (англ. W. J. Welshons) і Ліане Расселл (англ. Liane B. Russell) довели, що миші-моносоміки по X-хромосомі, X0, — фенотипово нормальні, здатні до розмноження самиці, що навело на думку, що лише однієї X-хромосоми достатньо для нормального розвитку.
Мері Лайон (англ. Mary F. Lyon) 1961 року вивчала забарвлення хутра мишей, що є ознакою, зчепленою зі статтю, і кодується в X-хромосомі. Вона встановила, що самці XY завжди забарвлені монотонно, тоді як самиці XX можуть бути фенотиповими мозаїками — мати різнозабарвлене хутро, а самці XXY також можуть мати різне забарвлення хутра. Таким чином Мері Лайон встановила, що неактивна X-хромосома (у тільцях Барра), може бути як батьківського, так і материнського походження.
З нагоди 50 років відкриття інактивації X-хромосоми у липні 2011 року було проведено конференцію Європейської Організації Молекулярної Біології.

## Механізм інактивації

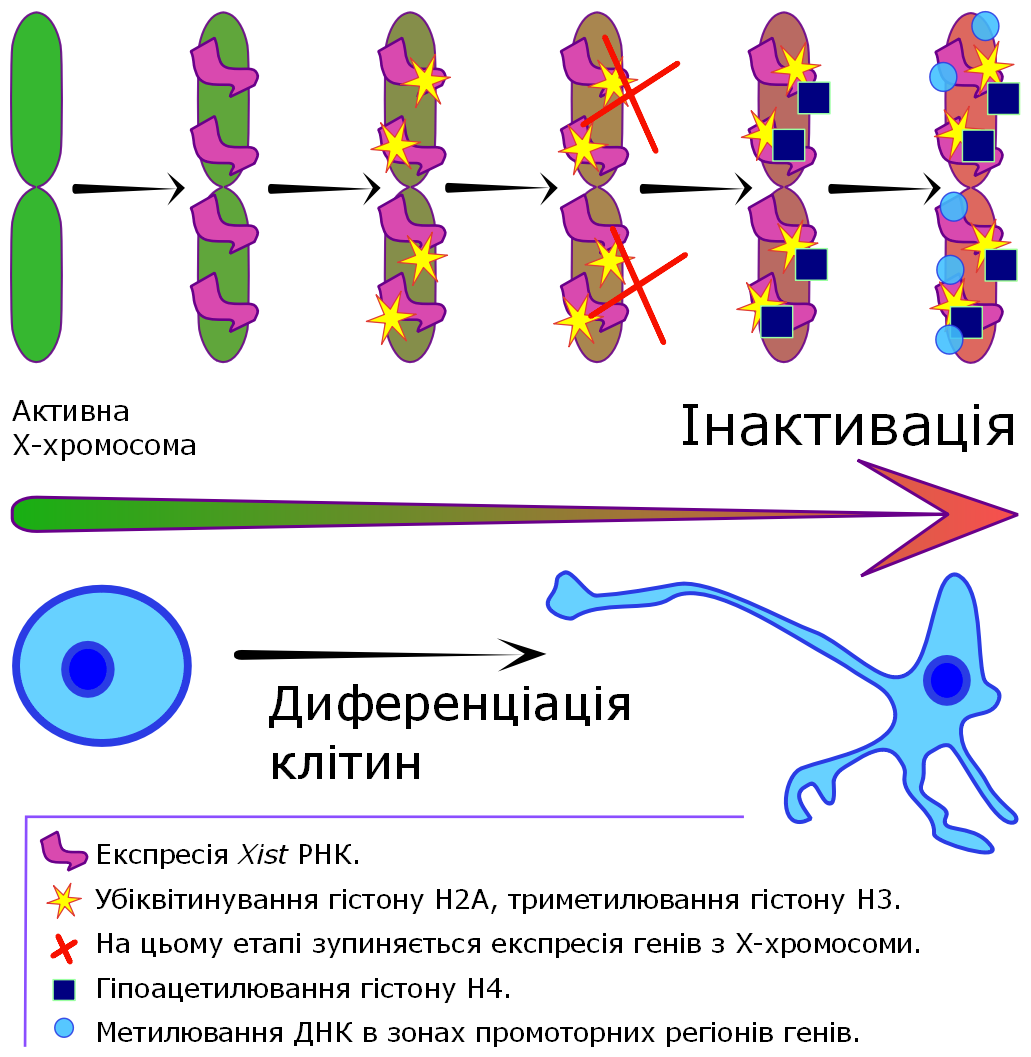
Схема інактивації X-хромосоми в процесі диференціації клітини. Накопичення Xist РНК призводить до формування неактивного щільного хроматину, рекрутування комплексів, що модифікують гістони. Гени не експресуються. Відбувається додаткове гіпоацетилювання гістону H4. Метилювання промоторних ділянок генів відбувається у пізню стадію інактивації X-хромосоми.

У більшості ссавців, самиці мають дві Х-хромосоми, у той час як самці мають одну Х-хромосому й одну Y-хромосому. Y-хромосома визначає стать у ранньому ембріональному періоді шляхом експресії транскрипційного фактору, що кодується SRY геном, який вмикає каскад реакцій, що призводять до фенотипу самця. За відсутності SRY розвивається фенотип самиці. У самців (XY) і самиць (XX) виникає нерівновага в дозі генів, особливо враховуючи, що Y-хромосома набагато менша за Х-хромосому, і кодує лише невелику кількість генів. Інактивація X-хромосоми збалансовує таку нерівновагу.
Одна з Х-хромосом у клітинах самиць вимикається епігенетично, тобто послідовність нуклеотидів у ДНК не змінюється. Замість цього утворюється щільний гетерохроматин — фізико-хімічний стан всієї хромосоми чи її частини, в якому ускладнена взаємодія факторів транскрипції з ДНК — і процес зчитування РНК з цієї хромосоми не відбувається. Утворення гетерохроматину відбувається за допомогою метилювання ДНК та модифікації гістонових білків, а при інактивації Х-хромосоми важливу роль відіграють довгі некодуючі РНК.
Процес інактивації X-хромосоми складається з декількох етапів:
- підрахунок X-хромосом;
- вибір хромосоми для інактивації;
- початок інактивації;
- підтримання X-хромосоми в неактивному стані.

У подальшому неактивна X-хромосома залишається стабільно заглушеною. У цьому важливу роль грає метилювання ДНК — епігенетичний процес, що полягає в додаванні метильної групи до нуклеотиду цитозину. Така біохімічна зміна може підтримуватися довгий час і впливати на активність генів.
Компоненти гетерохроматину неактивної X-хромосоми відрізняються від гетерохроматину в інших хромосомах. На неактивній X-хромосомі знайдено варіант гістонового білку macroH2A, та білок Trithorax. Також встановлено, що, на відміну від інших хромосом, білкові компоненти неактивної X-хромосоми розподілено рівномірно по всій її довжині.
Вивчення інактивації X-хромосоми пролило світло на декілька молекулярно-біологічних процесів: роль довгих некодуючих РНК, геномний імпринтинг та соматичне парування хромосом у ссавців.
Методика RAP–MS (англ. RNA antisense purification followed by quantitative mass spectrometry) дозволяє вивчати in vivo взаємодію білків та довгих некодуючих РНК. За допомогою RAP–MS у 2015 році встановили, що задля розміщення днРНК Xist на хромосомі, необхідна дія білку SAFA (англ. scaffold attachment factor A). Крім цього, виключення (нокдаун) генів, що кодують білки, SHARP(англ. SMRT and HDAC1-associated repressor protein) та LBR(англ. lamin-B receptor) призводило до зупинки інактивації X-хромосоми у дослідах над ембріональними стовбуровими клітинами мишей.
При розміщенні Xist на X-хромосомі з цією хромосомою вже не з'єднується РНК-полімераза II — полімераза, яка транскрибує більшість мРНК. Виключення гену, що кодує SAFA призводило до хаотичного розміщення Xist, тоді як виключення гену, що кодує білок SHARP призводило до повернення РНК-полімерази II. Також білок SHARP взаємодіє з білками-ремодуляторами структури хроматину, такими як гістондеацетилази. Причому, виключення гістондеацетилази 3 (HDAC3), а не інших видів гістондеацетилаз, призводило до порушення механізму інактивації X-хромосоми.
Важливим елементом інактивації є дія репресивного комплексу Polycomb, PRC2 (англ. Polycomb repressive complex 2), проте дія комплексу PRC2 не важлива при ініціації процесу інактивації, скоріше у підтриманні хромосоми у інактивованому стані – триметилюванні 27 лізину H3 гістону (H3K27me3, див табличку "Порівняння еу- та гетерохроматину")

### ЦІХ— центр інактивації X-хромосоми

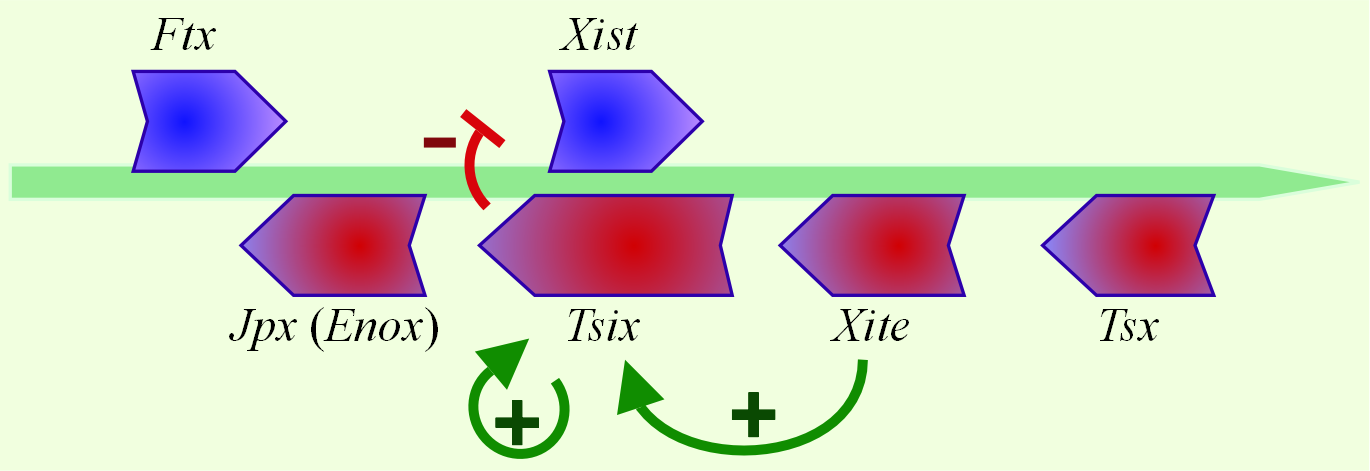
Схематичне зображення центру інактивації X-хромосоми у мишей.

Дослідження на мишачих моделях встановили, що для інактивації X-хромосоми потрібна особлива ділянка — центр інактивації X-хромосоми, ЦІХ (англ. XIC, X inactivation centre). Центр інактивації X-хромосоми складається приблизно з мільйона пар основ, має декілька елементів, що беруть участь у інактивації X-хромосоми, та містить принаймні чотири гени. Для початку інактивації потрібно два таких центри, по одному на кожній хромосомі, і необхідно, щоб між ними був зв'язок. Взаємодія між двома гомологічними X-хромосомами відбувається в центрі інактивації. Але залишається відкритим питання, що саме є причиною, а що наслідком: чи зближення хромосом призводить до початку інактивації, чи навпаки.

### Xist
У межах ділянки центру інактивації X-хромосоми закодовано ген Xist (англ. X-inactive specific transcript), який транскриптується в довгу некодуючу РНК Xist. Xist вкриває ту X-хромосому, що буде неактивною (спочатку в зоні ЦІХ, а потім — по всій довжині хромосоми). В процесі ембріонального розвитку Xist експресується з обох хромосом, але потім в одній X-хромосомі експресія Xist припиняється (і саме ця хромосома залишиться активною). Придушення експресії Xist збігається в часі з початком інактивації X-хромосоми.
При гетерозиготній мутації Xist, тобто такій, коли нормальний Xist є лише на одній з двох гомологічних хромосом, та X-хромосома, в якій є мутантний Xist, не інактивується.

### Tsix
З локусу центру інактивації X-хромосоми зчитується антизмістовний транскрипт з комплементарного ланцюга ДНК того ж гену Xist. Такій нкРНК дали назву Tsix (Xist написаний задом-наперед), і встановили, що Tsix — негативний регулятор Xist, і його експресія необхідна для підтримки X-хромосоми в активному стані. Багато праць вказують на те, що саме співвідношення Tsix/Xist важливе для вибору, який алель буде глушитись, і, відповідно, яку хромосому буде інактивовано. Є дані, що саме Tsix призводить до асоціації двох гомологічних X-хромосом, і експресія Tsix РНК є необхідною, але не достатньою умовою для підрахунку й вибору хромосоми для інактивації
Tsix стала першою відомою антизмістовною РНК ссавців, що зустрічається в природі та має чітку функцію in vivo.

### Додаткові регулятори
У зоні центру інактивації X-хромосоми знайдено велику кількість ділянок, які впливають на процес IXX. Такі ділянки впливають на процес інактивації X-хромосоми як у цис-, так і в транс-положенні, тобто як на одній і тій же хромосомі, на якій вони розташовані (цис-регуляторний елемент), так і на іншій (транс-регуляторний елемент). Багато некодуючих РНК впливають на активність Xist та Tsix (Jpx, Ftx та Tsx).

#### Xite
Xite (англ. X-inactivation intergenic transcription element) — ще один некодуючий транскрипт, що розташований перед Tsix і діє як підсилювач експресії Tsix на майбутній активній X-хромосомі.

#### LINE1
У геномі людини значну частку всієї послідовності ДНК становлять так звані транспозони, або мобільні елементи геному. Частина їх є ретротранспозонами (у людини ретротранспозони займають до 42% геному) — мобільними елементами, які копіюють і вставляють себе в геном за допомогою транскрипції з ДНК на РНК, а потім зворотної транскрипції з РНК у ДНК. LINE1 (англ. Long Interspersed Nuclear Elements) — один з активних ретротранспозонів у людини. LINE1 зустрічається в X-хромосомі набагато частіше, ніж в інших хромосомах. Є праці, які вказують на участь РНК LINE1 в інактивації X-хромосоми.

## Серія активацій та інактивацій X-хромосом
На початкових стадіях розвитку є різниця, якого походження X-хромосома, батьківського чи материнського. З початку ембріогенезу X-хромосома батьківського походження завжди неактивна. В цьому процесі важливу роль грає геномний імпринтинг. Потім, у період формування бластули обидві X-хромосоми активуються. У подальшому розвитку в ембріональних клітинах інактивація X-хромосом відбувається в довільному порядку, незалежно від походження X-хромосом. Але в позаембріональних тканинах (включно з трофобластом, що формує більшу частину плаценти) активною залишається лише X-хромосома від матері, а батьківська X-хромосома інактивується.
Далі в зародку при формуванні майбутніх статевих клітин (гаметогенез) відбувається наступний етап активацій X-хромосом перед мейотичним поділом. Кожна з X-хромосом отримує постійну імпринтну мітку, що вказує, якого вона походження.

## Гени, що зчитуються з неактивної X-хромосоми
Деякі гени, що розташовані на неактивній X-хромосомі, уникають заглушення й експресуються з обох X-хромосом. У людській лінії фібробластів 15% генів, що розташовані на неактивній X-хромосомі, тією чи іншою мірою експресуються. Рівень зчитування цих генів дуже залежить від того, в якій частині хромосоми вони закодовані. Такі гени призводять до різноманіття, яке залежить від статі й типу тканини.

## Інактивація X-хромосоми в різних видів
Основні роботи з вивчення інактивації X-хромосоми було зроблено на мишах. В останні роки надходить усе більше даних, що мишача модель інактивації X-хромосоми відрізняється від інших ссавців.
У кроликів та людей Xist-гомолог не підлягає імпринтингу, Xist зчитується з обох хромосом. У кроликів це може ввімкнути процес IXX на обох X-хромосомах.
Більше того, X-хромосоми в багатьох видів мають досить специфічний набір генів: такі гени мають низький рівень експресії в соматичних тканинах, але високий рівень експресії — у тканинах, які беруть участь у репродуктивних функціях організму (наприклад, яєчники).

### XACT РНК у людини
2013 року дослідники РНК людини виявили довгу некодуючу РНК XACT (англ. X-active coating transcript), що зв'язується з активною X-хромосомою. XACT експресується з активної X-хромосоми, але при диференціації глушиться, і вже в диференційованих клітинах (таких, як фібробласти) XACT РНК немає. За відсутності XIST-РНК, XACT експресується з обох X-хромосом у людини, але не в миші.

### Сумчасті
У сумчастих немає Xist-РНК і достеменно невідомо, як відбувається процес інактивації X-хромосоми. Але в одного з видів опосумів, Monodelphis domestica, знайдено довгу некодуючу РНК Rsx (англ. RNA-on-the-silent X), яка схожа за функціями з Xist і бере участь в інактивації X-хромосоми.

## Випадковість вибору X-хромосоми
Раніше вважалося, що вибір хромосоми для інактивації повністю випадковий, і кожна з двох гомологічних X-хромосом буде інактивована з імовірністю 50%. Але з'явилися публікації, які доводять, що в деяких модельних організмах генетичні фактори впливають на вибір. Так, у мишей існують регуляторні елементи (англ. Xce, X-controlling element), які мають три алельні форми, і одна з них, Xcec, частіше зустрічається в активній X-хромосомі, тоді як Xcea частіше зустрічається в неактивній.
Залишається нез'ясованим, чи в довільному порядку відбувається інактивація X-хромосоми в людини. Нещодавні дослідження вказують на те, що генетичне оточення може впливати на вибір X-хромосоми, яку буде інактивовано.